# أوين بوكيجا
أوين بوكيجا (بالإنجليزية: Owen Bugeja)‏ هو لاعب كرة قدم مالطي، ولد في 20 فبراير 1990 في مالطا. لعب مع نادي فلوريانا.

## وصلات خارجية
- أوين بوكيجا على موقع الاتحاد الأوربي (الإنجليزية)
- أوين بوكيجا على موقع قاعدة بيانات كرة القدم.إي يو (الإنجليزية)
- أوين بوكيجا على موقع بيانات كرة القدم. دي إي (الألمانية)
- أوين بوكيجا على موقع ناشيونال فوتبول تيمز (الإنجليزية)
- أوين بوكيجا على موقع Soccerway.com (الإنجليزية)
- أوين بوكيجا على موقع عالم كرة القدم.نت (الإنجليزية)
- أوين بوكيجا على موقع GSA (الإنجليزية)